# Политическая лояльность
Политическая лояльность — уважение к властям и соблюдение действующих законов.
Энциклопедия «Британника» трактует политическую лояльность как верность и преданность политическому делу или политическому сообществу, отмечая, что это понятие менялось с течением времени.
В древнегреческой политической мысли считалось важным исключить личные привязанности, которые могли помешать политической лояльности полису. Город-государство Аристотель считал высшим из всех возможных сообществ и полагал, что именно участием в его делах человек может реализовать свои устремления.
В современном мире лояльность предполагает активные действия власти и граждан, свидетельствующие о взаимном уважении. Без этого вряд ли возможна стабильность власти и высокий уровень правопорядка. Обеспечение и поддержание необходимого уровня политической лояльности обуславливает стабильность и устойчивое развитие государства. В то же время нелояльность не обязательно выходит за рамки правового поля и является нормой для отдельных индивидов и социальных групп в конкретных социально-политических условиях.